# Storön (vid Bolax, Kimitoön)
Storön är en ö i Finland. Den ligger i Skärgårdshavet vid Bolax i kommunen Kimitoön i den ekonomiska regionen  Åboland i landskapet Egentliga Finland, i den sydvästra delen av landet. Ön ligger omkring 64 kilometer söder om Åbo och omkring 120 kilometer väster om Helsingfors.
Öns area är 37,7 hektar och dess största längd är 1,2 kilometer i öst-västlig riktning. Ön höjer sig omkring 25 meter över havsytan.